# Javier Miñambres Calvo
Javier Miñambres Calvo (geboren am 15. Oktober 2004 in León) ist ein spanischer Handballspieler, der auf der Spielposition Rückraum Mitte eingesetzt wird.

## Vereinskarriere
Javier Miñambres spielt bei Ademar León, mit dessen erster Mannschaft er in der Saison 2022/2023 in Spaniens erster Handballliga debütierte.

## Auswahlmannschaften
Miñambres stand ab 2022 im Aufgebot spanischer Nachwuchsauswahlmannschaften.
Am 21. Februar 2022 debütierte er gegen die Auswahl Kroatiens in der Jugendnationalmannschaft Spaniens. Er nahm als Jugendnationalspieler an der Mittelmeermeisterschaft 2022 (1. Platz) teil. Insgesamt bestritt er zwölf Spiele mit der Auswahl, dabei warf er elf Tore.
Mit den spanischen Junioren, für die er im März 2024 erstmals auflief, nahm er an der U-20-Europameisterschaft 2024 (1. Platz) und der U-21-Weltmeisterschaft 2025 (9. Platz) teil.

## Erfolge
- Mittelmeermeisterschaft 2022: 1. Platz
- U-20-Europameisterschaft 2024: 1. Platz